# Aardbeving Spitak 1988
De aardbeving in Spitak vond plaats op 7 december 1988 om 11:41 plaatselijke tijd in de regio rond Spitak, Armenië. Ze had een kracht van 6,9 op de schaal van Richter. Vier minuten later volgde een naschok met een kracht van 5,8.
De gehele stad Spitak werd verwoest, ook de steden Gjoemri en Vanadzor werden getroffen. Er vielen minstens 25.000 doden en meer dan 500.000 mensen raakten dakloos. Specialisten leggen de schuld bij de zwakke constructies van de appartementsblokken, scholen en ziekenhuizen die onder het regime van Leonid Brezjnev gebouwd werden.
Ondanks de Koude Oorlog vroeg de Sovjetleider Michail Gorbatsjov humanitaire hulp aan de Verenigde Staten en Europa, het eerste verzoek sinds de Tweede Wereldoorlog. Omdat veel ziekenhuizen in de regio vernield waren en door de zeer koude wintertemperaturen verliep de noodhulp in het begin zeer moeizaam. Verschillende landen engageerden zich om onder andere noodwoningen en hulpcontainers te bouwen. Later zijn er nieuwe wijken gebouwd, waaronder Ani. Tot op vandaag woont een deel van de plaatselijke bevolking echter nog steeds in de tijdelijke woningen.